# Игуэй

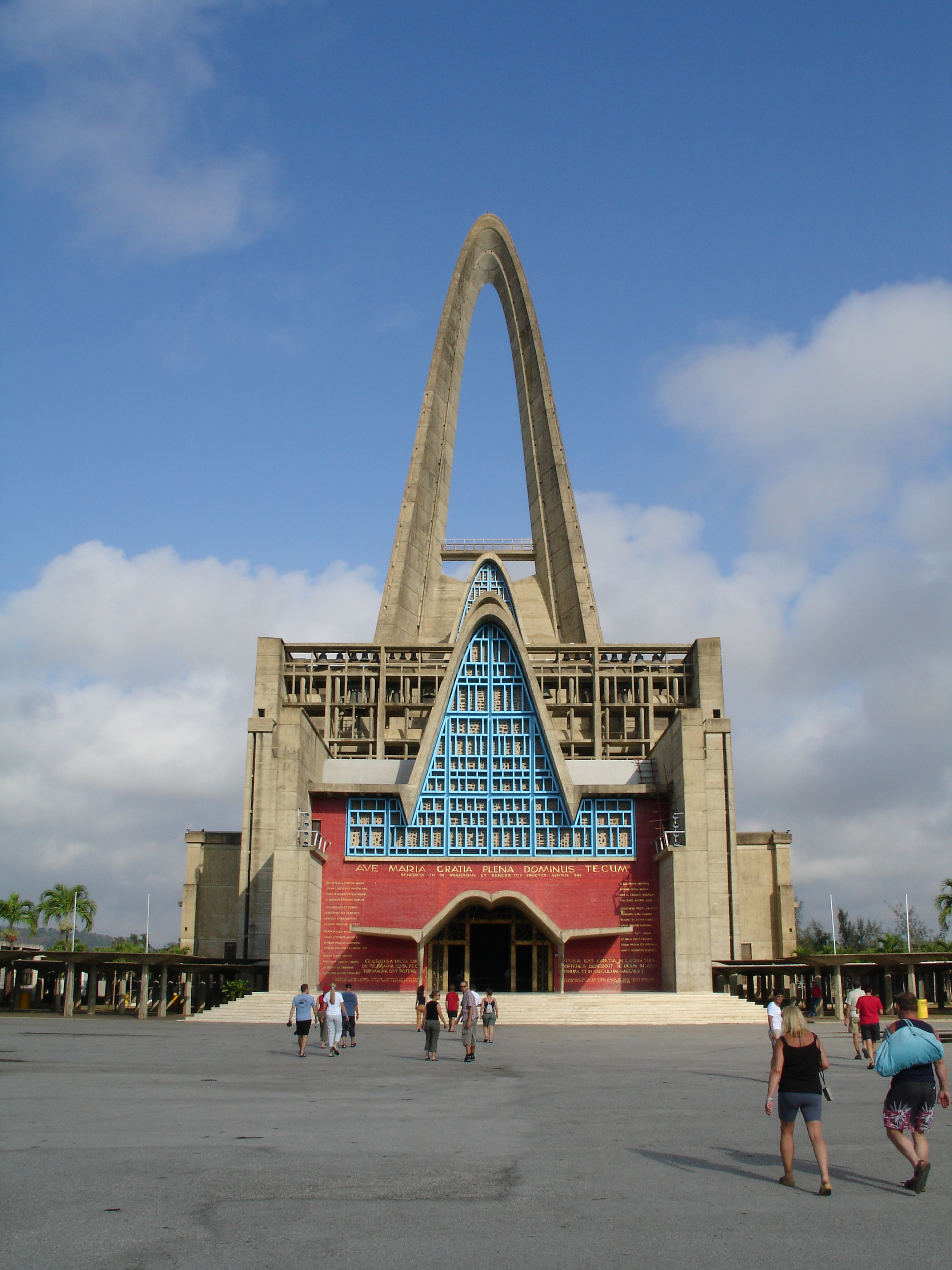
Базилика Святой Девы Альтаграсии

Сальвалео́н-де-Игуэ́й (исп. Higüey, Salvaleón de Higüey) — город в Доминиканской Республике.

## История и география
Город Сальвалеон-де-Игуэй расположен на крайнем востоке Доминиканской Республики и является административным центром провинции Ла-Альтаграсия. Один из крупнейших мест паломничества католиков в Карибском регионе, важный туристический центр.
Город был основан в 1494 году Хуаном де Эскивелем. В переводе с языка индейцев таино его название означает «где восходит солнце».
Население составляет около 150 тысяч человек. Основными источниками доходов для них являются сельское хозяйство и обслуживание туристов. Многие жители города работают в находящемся на расстоянии в 50 км от него туристическом районе Пунта-Кана.
Одной из главных достопримечательностей Сальвалеона-де-Игуэй является построенный в 1971 году и 21 января того же года освящённый 80-метровый собор Нуэстра Сеньора де Ла Альтаграсия (Nuestra Señora de la Altagracia) (Базилика Богоматери Альтаграсии). 21 января, в день памяти св. Мадонны Ла Альтаграсия, сюда стекаются тысячи паломников. В 1979 году собор посетил папа Римский Иоанн Павел II. Из других достопримечательностей города следует отметить украшенный сусальным золотом алтарь старого кафедрального собора.